# Forduló (Románia)
Forduló (Socet), település Romániában, a Partiumban, Bihar megyében.

## Fekvése
A Réz-hegység nyúlványai alatt, Almaszeghuta és Füves közt fekvő település.

## Története
1910-ben 271 lakosából 9 magyar, 262 szlovák volt. Ebből 262 római katolikus, 9 izraelita volt.
A trianoni békeszerződés előtt Bihar vármegye Margittai járásához tartozott.